# Hans Meyer-Hanno
Hans Meyer-Hanno, de son vrai nom Hans Fritz Martin Karl Meyer (né le 3 juin 1906 à Hanovre, mort le 20 avril 1945 à Bautzen) est un acteur allemand. Alors qu'il participe à la résistance allemande au nazisme, il tourne dans des films de propagande nazie.

## Biographie
Meyer-Hanno reçoit sa formation artistique à l'âge de 16 ans auprès de Hilde Müller-Gerloff à Berlin. Après environ deux ans, il retourne à Hanovre en 1923 et commence une carrière de peintre de théâtre dans sa ville natale. De 1925 à 1928, Meyer-Hanno est directeur de la Malsaal au Reußischen Theater de Gera. Il est ensuite nommé au cabaret Die Katakombe de Werner Finck pendant deux ans et apparaît dans le cabaret berlinois Larifari.
De 1931 à 1933, Meyer-Hanno, membre du KPD, appartient au collectif théâtral communiste Truppe 31, sous la direction de Gustav von Wangenheim. Après la prise du pouvoir par les national-socialistes début 1933, Meyer-Hanno, qui a un peu d’expérience dans le domaine du cinéma en tant qu'acteur de figuration de l'UFA, continue de travailler dans un milieu qui n’est pas encore trop politisé ; il incarne en particulier les types berlinois, un simple Schupo ou un petit escroc, même dans les films de propagande nazie.
Par ailleurs, Meyer-Hanno est acteur de doublage. Néanmoins, il reste sur scène (Komödienhaus et Komische Oper). Il joue notamment avec la vedette du cinéma muet Asta Nielsen. Son implication (dans le rôle de Hermann) dans Les Brigands de Friedrich Schiller (aux côtés de Heinrich George) dans le cadre des prestations au Naturtheater Friedrichshagen l'amène à l'automne 1938 à un engagement au Schillertheater où il reste jusqu'en 1944.
En plus de sa carrière d'acteur pendant le Troisième Reich, il est marié à Irene, une professeur de piano d'origine juive et participe activement à des activités de résistance en tant que communiste engagé, membre du groupe de Josef Römer. Contrairement à beaucoup d'affirmations après la Seconde Guerre mondiale, il n'est pas arrêté en 1943 au Schillertheater ou en 1944 lors d'un tournage, ni en 1945 par le Volkssturm.
Au contraire, selon son fils actuel, Andreas né en 1932, immédiatement (un, deux jours) après le complot du 20 juillet 1944, Hans Meyer-Hanno est arrêté lors d’un séjour dans une ferme près de Grünberg dans le Salzkammergut et transporté à Berlin. Le nom de Hans Meyer-Hanno figure sur une liste de personnes ayant reçu des informations matérielles (tracts) tombée entre les mains de la Gestapo. Il peut affirmer de manière crédible qu'il n'a fait aucun matériel, mais ce matériel n'avait été remis à la Gestapo. L'acteur est néanmoins condamné le 4 octobre 1944 par le Volksgerichtshof à trois ans de prison, qu'il devait purger dans la prison de Bautzen.
Dans les derniers jours de la guerre, Hans Meyer-Hanno, recruté dans le dernier contingent contre l'Armée rouge, tente de franchir un mur pendant des travaux pour empêcher son avancée et est abattu dans le dos.
Son épouse Irene survit à la guerre. Le fils aîné est Andreas Meyer-Hanno, metteur en scène d'opéra, le fils cadet Georg Meyer-Hanno est auteur et photographe pour la ZDF.

## Filmographie
- 1934 : Pechmarie
- 1935 : Die törichte Jungfrau
- 1935 : Schwarze Rosen
- 1935 : La Fille des marais
- 1936 : Savoy-Hotel 217
- 1936 : Verräter
- 1936 : Inkognito
- 1936 : Blinde Passagiere
- 1937 : Togger
- 1937 : Menschen ohne Vaterland
- 1937 : Der vertauschte Hund (court métrage)
- 1937 : La Folle imposture
- 1937 : Des cœurs forts
- 1938 : Ich sehe hell … ich sehe dunkel (court métrage)
- 1938 : Un amour en l'air
- 1938 : Der Maulkorb
- 1938 : Steputat & Co.
- 1938 : Skandal um den Hahn
- 1938 : Fortsetzung folgt!
- 1938 : Toi et moi
- 1939 : Salonwagen E 417
- 1939 : Die fremde Frau
- 1939 : D III 88
- 1939 : Kennwort Machin
- 1940 : Ihr Privatsekretär
- 1940 : Männerwirtschaft
- 1940 : Le Juif Süss
- 1940 : Christine
- 1941 : Pedro soll hängen
- 1940 : Der Kleinstadtpoet
- 1941 : Blutsbrüderschaft
- 1941 : Sechs Tage Heimaturlaub
- 1941 : Kameraden
- 1941 : Jakko
- 1942 : Le Grand Roi
- 1942 : GPU
- 1942 : Andreas Schlüter
- 1942 : L'Implacable Destin
- 1943 : Liebesgeschichten
- 1943 : Ich vertraue Dir meine Frau an
- 1943 : Dangereux Printemps
- 1943 : Ein schöner Tag
- 1943 : Die Gattin
- 1944 : La parole est à la défense
- 1945 : Die Brüder Noltenius
- 1945 : Der Mann, dem man den Namen stahl